# Megaselia xanthogastra
Megaselia xanthogastra is een vliegensoort uit de familie van de bochelvliegen (Phoridae). De wetenschappelijke naam van de soort werd voor het eerst geldig gepubliceerd in 1940 door Schmitz.